# Мартелл (Каліфорнія)
Мартелл (англ. Martell) — переписна місцевість (CDP) в США, в окрузі Амадор штату Каліфорнія. Населення — 207 осіб (2020).

## Географія
Мартелл розташований за координатами 38°21′43″ пн. ш. 120°48′11″ зх. д. / 38.36194° пн. ш. 120.80306° зх. д. (38.362045, -120.803077).  За даними Бюро перепису населення США в 2010 році переписна місцевість мала площу 6,05 км², з яких 6,05 км² — суходіл та 0,00 км² — водойми.

## Демографія
Згідно з переписом 2010 року, у переписній місцевості мешкали 282 особи в 97 домогосподарствах у складі 56 родин. Густота населення становила 47 осіб/км².  Було 114 помешкання (19/км²).
Расовий склад населення:
| - 83,0 % — білих - 5,0 % — корінних американців - 1,8 % — вихідців з тихоокеанських островів - 5,0 % — осіб інших рас |

До двох чи більше рас належало 5,3 %. Частка іспаномовних становила 12,8 % від усіх жителів.
За віковим діапазоном населення розподілялося таким чином: 15,2 % — особи молодші 18 років, 75,6 % — особи у віці 18—64 років, 9,2 % — особи у віці 65 років та старші. Медіана віку мешканця становила 41,7 року. На 100 осіб жіночої статі у переписній місцевості припадало 89,3 чоловіків;  на 100 жінок у віці від 18 років та старших — 91,2 чоловіків також старших 18 років.
Цивільне працевлаштоване населення становило 107 осіб. Основні галузі зайнятості: науковці, спеціалісти, менеджери — 19,6 %, роздрібна торгівля — 18,7 %, освіта, охорона здоров'я та соціальна допомога — 15,0 %.